# Damir Šovšić
Damir Šovšić (ur. 5 lutego 1990 w Goraždach) – chorwacki piłkarz bośniackiego pochodzenia występujący na pozycji pomocnika w Cheonan City.

## Kariera klubowa
Wychowanek klubu FK Goražde z rodzinnego miasta Goražde we wschodniej Bośni i Hercegowinie. W latach 2004–2007 trenował w akademii piłkarskiej FK Sarajevo, skąd przeszedł do NK Zagreb. W połowie sezonu 2008/09 włączono go do składu pierwszego zespołu. 22 lutego 2009 zadebiutował w 1.HNL w przegranym 0:1 meczu przeciwko NK Inter Zaprešić i od tego momentu rozpoczął regularne występy. Ogółem w barwach NK Zagreb rozegrał 121 ligowych spotkań i zdobył 10 goli. Po spadku klubu do 2.HNL w sezonie 2012/13, podpisał pięcioletnią umowę z NK Lokomotiva Zagrzeb. W lipcu 2015 roku zadebiutował w europejskich pucharach w meczu z Airbus UK Broughton FC (3:1) w kwalifikacjach Ligi Europy 2015/16, w którym strzelił bramkę.
W sierpniu 2015 roku Šovšić został wypożyczony do mistrza Chorwacji Dinamo Zagrzeb, trenowanego przez Zorana Mamicia. Po pół roku władze klubu zdecydowały się na jego transfer definitywny. W sezonie 2015/16 wywalczył z Dinamo mistrzostwo oraz Puchar Chorwacji. Po objęciu funkcji trenera przez Zlatko Kranjčara Šovšić został przesunięty do drużyny rezerw i wkrótce po tym wypożyczony na rok do Hapoelu Tel Awiw (Ligat ha’Al). W grudniu 2016 roku z powodu licznych naruszeń dyscyplinarnych został zawieszony przez klub. Miesiąc później, po ogłoszeniu przez władze Hapoelu bankructwa, zakończono okres jego wypożyczenia. W lutym 2017 roku odbył testy w koreańskim zespole Suwon Samsung Bluewings, po których podpisał roczną umowę W sezonie 2017 rozegrał w koreańskiej ekstraklasie 21 spotkań.
W marcu 2018 roku jako wolny agent podpisał trzymiesięczny kontrakt z Sandecją Nowy Sącz, prowadzoną przez Kazimierza Moskala. 31 marca zadebiutował w Ekstraklasie w zremisowanym 2:2 meczu z Górnikiem Zabrze. W rundzie wiosennej sezonu 2017/18 rozegrał on łącznie 9 spotkań, nie zdobył żadnej bramki. Po zakończeniu rozgrywek Sandecja zajęła ostatnią lokatę w tabeli i spadła do I ligi. W sierpniu 2018 roku został zawodnikiem mistrza Bośni i Hercegowiny HŠK Zrinjski Mostar. 12 sierpnia zadebiutował w Premijer Lidze w przegranym 0:1 meczu przeciwko NK Čelik Zenica.

## Kariera reprezentacyjna
W 2007 roku rozegrał 6 spotkań w reprezentacji Bośni i Hercegowiny U-17. Po otrzymaniu powołania do kadry U-19, podczas pobytu na zgrupowaniu popadł w konflikt z selekcjonerem Zoranem Bubalo, który oskarżył go o brak dyscypliny i zrezygnował z jego usług. W konsekwencji tego zdarzenia Šovšić zdecydował się odrzucać kolejne powołania do młodzieżowych reprezentacji Bośni i Hercegowiny w kategoriach U-19 oraz U-21.
W 2010 roku otrzymał chorwackie obywatelstwo i przyjął powołanie do reprezentacji Chorwacji U-19, jednak zmuszony był opuścić zgrupowanie z powodu kontuzji. W 2011 roku zaliczył 2 spotkania w kadrze Chorwacji U-21 w ramach eliminacji Mistrzostw Europy 2013 przeciwko Estonii i Szwajcarii.

## Sukcesy
Dinamo Zagrzeb
- mistrzostwo Chorwacji: 2015/16
- Puchar Chorwacji: 2015/16